# EP u dvoranskom hokeju 1988.
Europsko prvenstvo u dvoranskom hokeju za muške 1988. se održalo u Austriji, u Beču.

## Sudionici
Sudionici su bili Austrija, SR Njemačka, Poljska, Škotska, Francuska i Španjolska.

## Natjecateljski sustav
Igralo se po jednostrukom ligaškom sustavu u jednoj natjecateljskoj skupini.

## Konačna ljestvica
| Mj. | Država      |
| --- | ----------- |
| 1.  | SR Njemačka |
| 2.  | Francuska   |
| 3.  | Austrija    |
| 4.  | Škotska     |
| 5.  | Poljska     |
| 6.  | Španjolska  |

Naslov europskog prvaka je osvojila SR Njemačka.